# Písečné u Slavonic

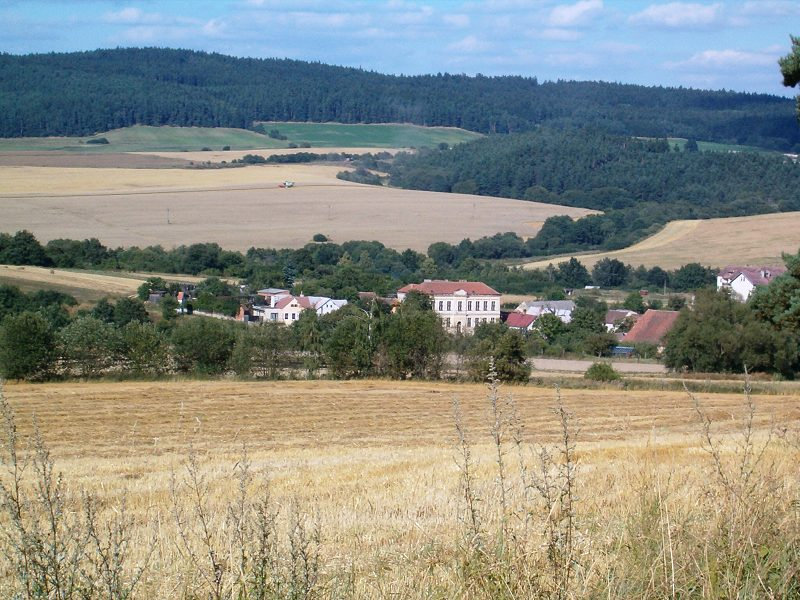
Písečné von Süden

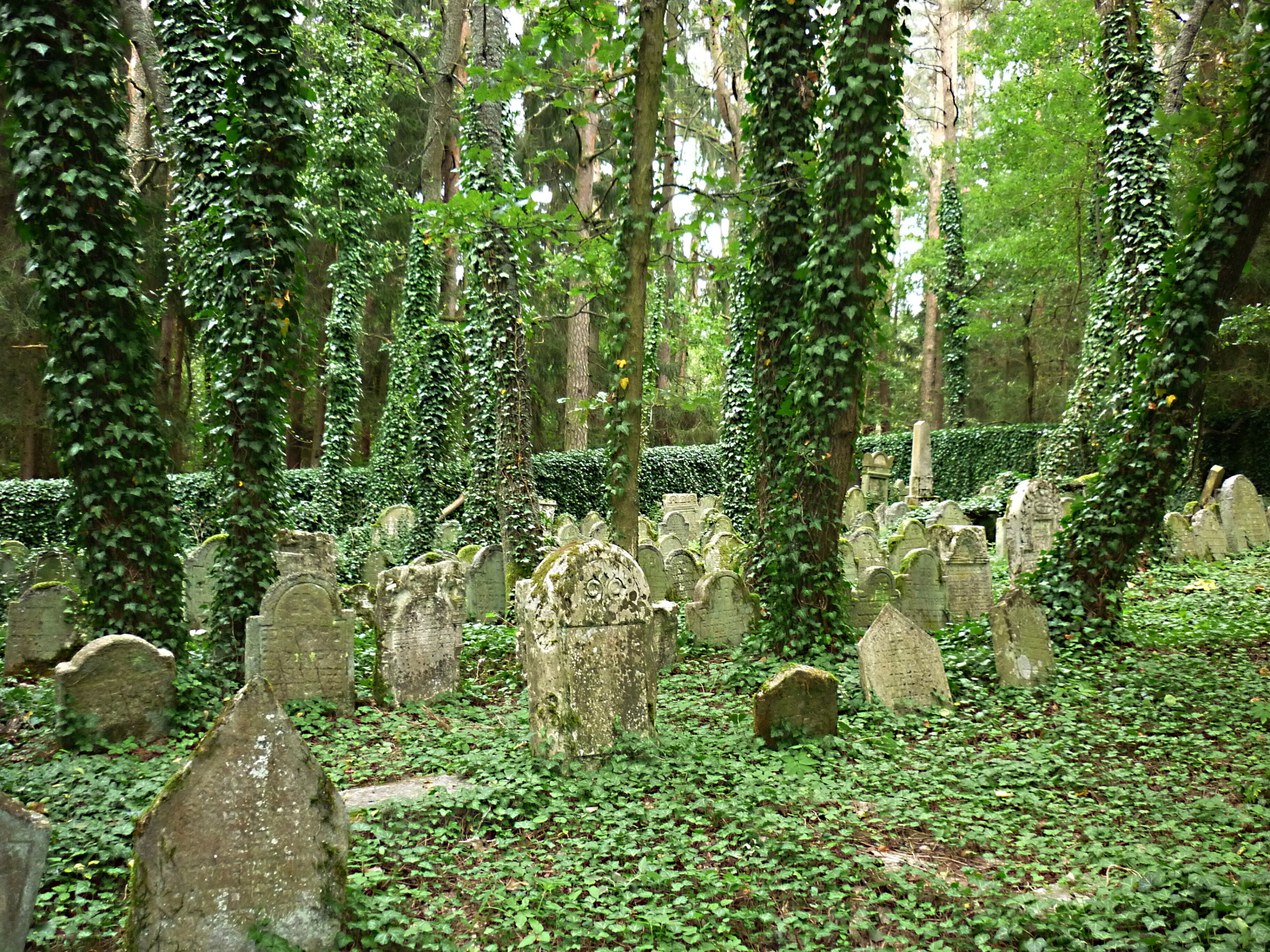
Der jüdische Friedhof

Písečné (deutsch Piesling) ist eine Gemeinde in Südwestmähren, Tschechien mit 550 Einwohnern. Sie liegt 13 Kilometer südlich von Dačice (Datschitz) an der Grenze zu Österreich und gehört zum Okres Jindřichův Hradec (Bezirk Neuhaus). Der Ort ist als ein Längsangerdorf angelegt.

## Geographie
Písečné befindet sich am rechten Ufer der Mährischen Thaya, bevor der Fluss auf österreichisches Territorium fließt. Am linken Thayaufer verlaufen die Bunkerlinien des Tschechoslowakischen Walls.
Nachbarorte sind Modletice im Norden, Markete im Nordosten, Nové Sady und Županovice im Osten, Ziernreith im Südosten, Unterpertholz im Süden, Neuriegers im Südwesten sowie Václavov im Nordwesten.

## Geschichte
Die Besiedlung dürfte im 12/13. Jahrhundert erfolgt sein. Erstmals urkundlich erwähnt wurde Písečné im Jahre 1366, als Hermann von Neuhaus das Dorf an Ulrich von Želetava verkaufte. Zwei Jahre später veräußerte dieser den Ort an Záviš von Písečné.
Die Anlage des Ortes und die nordbairische ui-Mundart, welche bis 1945 gesprochen wurde, lassen darauf schließen, dass die Einwohner des Ortes aus der Oberpfalz stammten, worin sie sich von den weiter östlichen gelegenen Gebieten von Znaim und Nikolsburg unterschieden.
Zu Beginn des 16. Jahrhunderts verpfändete Kaiser Sigismund Písečné an Peter von Krokwitz. Christoph Blekta von Audishorn (Blekta z Útěchovic), der 1619 Piesling und Slawathen von Hans Ludwig von Krokwitz erworben hatte, verlor nach der Schlacht am Weißen Berg während der 1. Hälfte des Dreißigjährigen Krieges seinen Besitz, da er zu den aufständischen Adeligen gehörte. 1626 kaufte Hannibal von Schaumburg dessen konfiszierte Güter. Die Matriken des Ortes werden seit 1645 bei Neustift geführt. Nach der Vertreibung der Juden aus Wien und Niederösterreich durch Kaiser Leopold I. am 23. Februar 1670 siedelten sich viele von ihnen in Südwestmähren an. Auch in Piesling entstand um das Jahr 1727 eine jüdische Gemeinde. Die jüdische und die christliche Gemeinde wurden getrennt verwaltet.
Nach weiteren Besitzerwechseln kam Piesling 1730 an die Grafen Collaltino di Collalte, die ihn bis zur Ablösung der Patrimonialherrschaften im Jahre 1848 hielten. 1887 wurde Piesling das Marktrecht verliehen. Die Jahrmärkte waren an den Donnerstagen nach Pauli Bekehrung (25. Januar), nach Georg (23. April), nach Cyrill und Method (5. Juli) und nach Franz von Assisi (4. Oktober). Eine Freiwillige Feuerwehr wurde im Jahre 1898 gegründet. Die Einwohner von Piesling lebten von der Forst-, Vieh- und Landwirtschaft, wobei aufgrund des Klimas und der Bodenbeschaffenheit der weiter östlich wichtige Weinbau keine Rolle spielte. Ebenso erbrachte die Jagd auf Hasen, Rehe, Rebhühner, Fasane und Wildenten reiche Beute. Neben einem bescheidenen Kleingewerbe gab es im Ort eine Brennerei. Im Volkszählungsjahr 1910 gehörten 98 % der Bewohner zur deutschen Sprachgruppe.
1919 wurden die jüdische und die christliche Gemeinde zusammengelegt. Durch die Bodenreformen in den Jahren 1925 und 1927 wurden die Herrschaftsgüter enteignet. Auch kam es in der Zwischenkriegszeit durch Siedler und neu besetzte Beamtenposten zu einem vermehrten Zuzug von Personen tschechischer Nationalität. Im Jahre 1937 wird der Ort an das öffentliche Stromnetz angeschlossen, davor bezog der Ort bereits seit 1913 von einer Mühle den benötigten Strom.
Mit dem Münchner Abkommen wurde Piesling mit 1. Oktober 1938 ein Teil des deutschen Reichsgaus Niederdonau. Während der Zeit des Nationalsozialismus fiel die jüdische Gemeinde dem Holocaust zum Opfer. Nach dem Ende des Zweiten Weltkrieges kam die Gemeinde wieder zur Tschechoslowakei zurück. Am 7. Juni 1945 kamen tschechische Revolutionsgardisten in den Ort, versammelten die deutschen Bürger und vertrieben sie über die Grenze nach Österreich. Zwei Menschen wählten den Freitod, eine Frau und ein Kind wurde getötet. Die in Österreich befindlichen Vertriebenen von Piesling wurden bis auf ca. 21 %, gemäß der Überführungs-Ziele des Potsdamer Abkommens, nach Deutschland weiter transferiert. Zwei Personen wanderten nach Kanada aus.
1948 wurde die in schlechtem Zustand befindliche Synagoge abgerissen.

## Bevölkerungsentwicklung
| Volkszählung | Einwohner gesamt | Volkszugehörigkeit der Einwohner | Volkszugehörigkeit der Einwohner | Volkszugehörigkeit der Einwohner |
| Jahr         | Einwohner gesamt | Deutsche                         | Tschechen                        | Andere                           |
| ------------ | ---------------- | -------------------------------- | -------------------------------- | -------------------------------- |
| 1880         | 793              | 714                              | 79                               | 0                                |
| 1890         | 871              | 720                              | 144                              | 7                                |
| 1900         | 799              | 654                              | 145                              | 0                                |
| 1910         | 771              | 753                              | 18                               | 0                                |
| 1921         | 732              | 430                              | 271                              | 31                               |
| 1930         | 647              | 362                              | 263                              | 22                               |

## Gemeindegliederung
Die Gemeinde Písečné besteht aus den Ortsteilen Chvaletín (Qualitzen), Marketa (Margarethen), Modletice (Mudlau), Nové Sady (Neustift), Písečné (Piesling), Slavětín (Slawathen, 1939–1945: Mittelfeld) und Václavov (Wenzelsdorf), die zugleich auch Katastralbezirke bilden. Zu Písečné gehören außerdem die Einschicht Krokovice (Krokowitzhof) und die Wüstung Červený Mlýn (Rothmühl).

## Sehenswürdigkeiten
- Jüdischer Friedhof

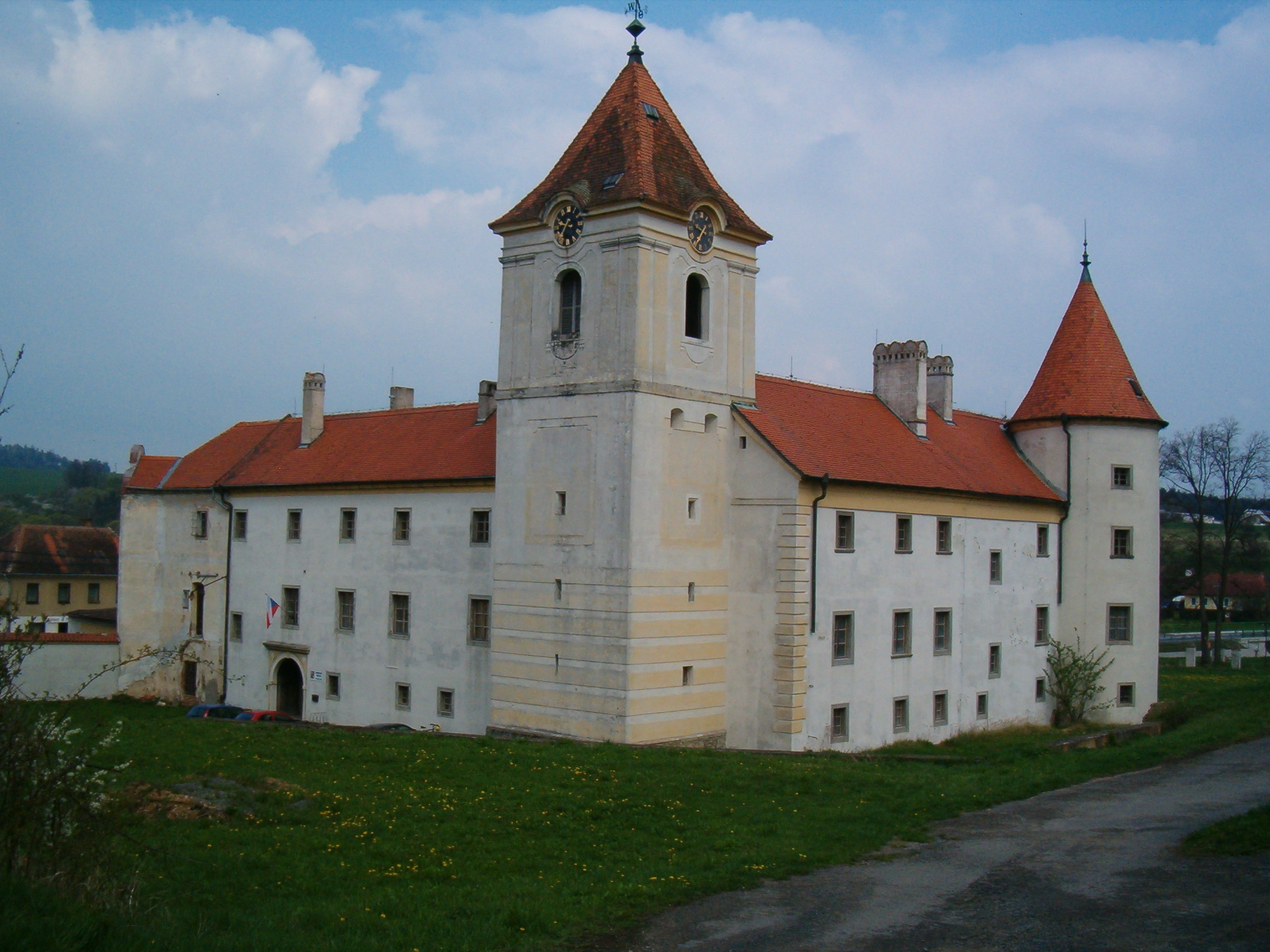
Schloss Písečné

- Kapelle St. Katharina, am Dorfplatz
- Schloss Písečné, vierflügeliger Bau aus dem Jahre 1626, Schlosskapelle (1673)
- Reste der Feste Krokovice
- Kirche in Nové Sady[13]

## Söhne und Töchter
- Gaudentius Andreas Dunkler (1746–1829), katholischer Theologe und Propst von Stift Klosterneuburg
- Norbert Johann Zach (1808–1887), Propst von Stift Altenburg, Großneffe von Gaudenz Andreas Dunkler[14]
- Ludwig Tobias Jakob Freiherr von Oesterreicher (1831–1893), österreichischer Konteradmiral
- Alexander von Eiss (1832–1921), jüdischer Generalmajor der österreichischen Armee, Träger des Ordens der Eisernen Krone und des Maria-Theresien-Ordens und Freund von Theodor Herzl.[15][16]
- Hannes Androsch, der spätere Finanzminister und Vizekanzler erlebte mit seiner Familie in Piesling das Kriegsende und die Vertreibung der deutschen Bevölkerung, darunter auch seine Großtante und der Großonkel.[17]